# Lent (Ain)
Lent è un comune francese di 1 307 abitanti situato nel dipartimento dell'Ain della regione dell'Alvernia-Rodano-Alpi.
I suoi abitanti si chiamano Lentais(es).

## Stemma
d'argent à la lettre L capitale d'azur entourée d'un collier de perles du même en orle.

## Società

### Evoluzione demografica
Abitanti censiti